# Casa Blanca (Teksas)
Casa Blanca – jednostka osadnicza w Stanach Zjednoczonych, w stanie Teksas, w hrabstwie Starr.